# Macrotomoderus
Macrotomoderus (лат.) — род жуков трибы Formicomini из семейства быстрянок (Anthicidae, Anthicinae).

## Описание
Мелкие жуки-блестянки (длина тела от 2 до 5 мм). От других близких родов отличается набором нескольких признаков. Среднегрудь блестящая, гладкая, разделена на 2 равные половины четким килем средней длины. Боковой разрез переднеспинки глубоко разорван латерально, образуя четкие углы на передней и задней лопастях, с более или менее большим отверстием между ними, нависающим по бокам переднеспинки. Бёдра сильно булавовидные: тонкие и узкие в основной трети или половине, затем сильно расширяются, образуя отчетливую булаву. Верхушечный членик нижнечелюстных щупиков более или менее отчетливо топоровидный. Надкрылья не пунктированы. Первый стернит брюшка короткий и узкий. Сегменты усиков 6-10 уплощенные, поперечные до очень поперечных, часто слегка зазубренные.

## Классификация
Более 100 видов. Первоначально Macrotomoderus включал один вид с Больших Зондских островов (Суматра), и до недавнего времени большинство видов этого рода описывалось, в частности, под названием Derarimus Bonadona, 1978 (младший синоним Macrotomoderus), с Индо-Австралийского архипелага и материковой части Юго-Восточной Азии. К настоящему времени Macrotomoderus включает 89 ориентальных и 50 палеарктических.
- Macrotomoderus andibani Telnov, 2007[1]
- Macrotomoderus angelinii Telnov, 2022[4]
- Macrotomoderus belousovi Telnov, 2022
- Macrotomoderus brunnipes Uhmann, 1993[6]
- Macrotomoderus bicrispus Telnov, 2022
- Macrotomoderus boops Telnov, 2022
- Macrotomoderus bordonii Telnov, 2022
- Macrotomoderus bukejsi Telnov, 2018[5]
- Macrotomoderus carinatus (Bonadona, 1978)
- Macrotomoderus chingpo Telnov, 2018[5]
- Macrotomoderus conus  Telnov, 2018
- Macrotomoderus dali Telnov, 2022
- Macrotomoderus darrenmanni  Telnov, 2018
- Macrotomoderus daxiangling Telnov, 2022
- Macrotomoderus femoridens Telnov, 2022
- Macrotomoderus gracilis Telnov,  2018[5]
- Macrotomoderus hajeki Telnov, 2022
- Macrotomoderus hartmanni Telnov, 2022
- Macrotomoderus hengduan Telnov, 2022
- Macrotomoderus hirtus Uhmann, 1993
- Macrotomoderus imitator Telnov, 2022
- Macrotomoderus jiuhuanus  Telnov, 2007
- Macrotomoderus kabaki Telnov, 2022
- Macrotomoderus kawa  Telnov, 2018
- Macrotomoderus korolevi Telnov, 2022
- Macrotomoderus kurbatovi  (Telnov, 1998)
- Macrotomoderus lapidarius Telnov, 2022
- Macrotomoderus latipennis Pic, 1900[7]
- Macrotomoderus latissimus Uhmann, 1993
- Macrotomoderus macrocephalus Uhmann, 1993
- Macrotomoderus makarovi  Telnov, 2018
- Macrotomoderus microgracilicollis Telnov, 2007
- Macrotomoderus microscopicus  Telnov, 2018
- Macrotomoderus minor Pic, 1934
- Macrotomoderus mirabilis  Telnov, 2018
- Macrotomoderus monstratus  Telnov, 2018
- Macrotomoderus monstrificabilis  Telnov, 2018
- Macrotomoderus muli Telnov, 2022
- Macrotomoderus negator  Telnov, 2007
- Macrotomoderus niger Pic, 1947
- Macrotomoderus nigripennis  (Uhmann, 1994)
- Macrotomoderus nitens Uhmann, 1993
- Macrotomoderus palaung Telnov, 2022
- Macrotomoderus perforatus  Telnov, 2018
- Macrotomoderus periclitatus  Telnov, 2018
- Macrotomoderus plumbeus Uhmann, 1993
- Macrotomoderus pseudogracilicollis Telnov, 2007
- Macrotomoderus punctatellus Uhmann, 1993
- Macrotomoderus rufipes Uhmann, 1993
- Macrotomoderus rufofuscus Uhmann, 1993[6]
- Macrotomoderus schuelkei  Telnov, 2018
- Macrotomoderus sichuanus  (Telnov, 1998)
- Macrotomoderus silvicolus  Telnov, 2018
- Macrotomoderus similis Telnov, 2022
- Macrotomoderus simulator Telnov, 2007
- Macrotomoderus spurisi  Telnov, 2018
- Macrotomoderus tenuis Telnov, 2022
- Macrotomoderus transitans Telnov, 2022
- Macrotomoderus truncatulus Telnov, 2022
- Macrotomoderus uhmanni  (Telnov, 1998)
- Macrotomoderus usitatus Telnov, 2022
- Macrotomoderus wudu Telnov, 2022[4]
- Macrotomoderus wuliangshan  Telnov, 2018
- Macrotomoderus yunnanus  (Telnov, 1998)